# Northern Line (CityRail)
Northern Line is een lijn, onderdeel van het regionale netwerk CityRail in de Australische stad Sydney. De lijn rijdt van het ondergrondse station North Sydney naar de westelijke voorsteden Epping en Hornsby.

## Geschiedenis
De Northern Line werd geopend in 1886 op enkel spoor. In 1892 reed de lijn door naar Hornsby en werd het in 1926 geheel geëlektrificeerd. Het project van het elektrificeren heette het Bradfield project.

## Station
| Station           | Stationscode | Afstand vanaf station Central | Plaats                     | Zone van TravelPass |
| ----------------- | ------------ | ----------------------------- | -------------------------- | ------------------- |
| North Sydney      | NSY          | 5.1 km                        | North Sydney               | Rood                |
| Milsons Point     | MPT          | 4.4 km                        | Milson's Point, Kirribilli | Rood                |
| Wynyard           | WYD          | 2.1 km                        | Sydney                     | Rood                |
| Town Hall         | THL          | 1.2 km                        | Sydney                     | Rood                |
| Central           | SBO          | 0 km                          | Central                    | Rood                |
| Redfern           | RDF          | 1.3 km                        | Redfern, Waterloo          | Rood                |
| Burwood           | BUW          | 10.6 km                       | Burwood                    | Groen               |
| Strathfield       | SFD          | 11.8 km                       | Strathfield                | Groen               |
| North Strathfield | SFD          | 13.4 km                       | North Strathfield          | Groen               |
| Concord West      | CCE          | 14.5 km                       | Concord West               | Groen               |
| Rhodes            | RHS          | 16.6 km                       | Rhodes, Rhodes Waterside   | Groen               |
| Meadowbank        | MWK          | 18.2 km                       | Meadowbank, Shepherd's Bay | Groen               |
| West Ryde         | WRD          | 19.2 km                       | West Ryde                  | Groen               |
| Eastwood          | EAW          | 21.4 km                       | Eastwood, Marsfield        | Groen               |
| Epping            | EPG          | 23.4 km                       | Epping, North Epping       | Groen               |
| Cheltenham        | CHT          | 25.4 km                       | Cheltenham                 | Roze                |
| Beecroft          | BCF          | 26.9 km                       | Beecroft                   | Roze                |
| Pennant Hills     | PLL          | 28.6 km                       | Pennant Hills              | Roze                |
| Thornleigh        | THL          | 29.4 km                       | Thornleigh, Westleigh      | Roze                |
| Normanhurst       | NMH          | 31.7 km                       | Normanhurst                | Roze                |
| Hornsby           | HBY          | 33.9 km                       | Hornsby, Waitara           | Roze                |